# بوبي بير
بوبي بير (بالإنجليزية: Bobby Bare)‏ هو موسيقي ومغني ومغن مؤلف أمريكي، ولد في 7 أبريل 1935 في أيرنتون في الولايات المتحدة.

## وصلات خارجية
- الموقع الرسمي
- بوبي بير على موقع IMDb (الإنجليزية)
- بوبي بير على موقع ميوزك برينز (الإنجليزية)
- بوبي بير على موقع أول ميوزيك (الإنجليزية)
- بوبي بير على موقع ديسكوغز (الإنجليزية)
- بوبي بير على موقع قاعدة بيانات الفيلم (الإنجليزية)